# Meeting international Mohammed VI d’athlétisme
Meeting International Mohammed VI d’Athlétisme – mityng lekkoatletyczny organizowany od 2008 roku w marokańskim Rabacie, z roczną przerwą w 2024 w Marrakeszu, od 2016 znajdujący się w kalendarzu Diamentowej Ligi, niegdyś rozgrywany w cyklu zawodów World Challenge Meetings. Po raz pierwszy zawody rozegrane zostały w 2008 roku ku czci obecnego władcy Mohammeda VI. Zawody rozgrywane są na stadionach Stade Moulay Abdellah (Rabat) i Stade de Marrakech (Marrakesz).